# Lindau (Kiel)
 For alternative betydninger, se Lindau. (Se også artikler, som begynder med Lindau)
Lindau er en kommune og en by i det nordlige Tyskland, beliggende i Amt Dänischer Wohld i den nordøstlige del af Kreis Rendsborg-Egernførde. Kreis Rendsborg-Egernførde ligger i den centrale del af delstaten Slesvig-Holsten.

## Geografi
I kommunen ligger de tre landsbyer Großkönigsförde, Lindau og Revensdorf samt bebyggelsen Hennerode.
Lindau ligger omkring 12 km nordvest for Kiel, 8 km syd for Egernførde og 17 km nordøst for Rendsborg mellem Vittensø, Kielerkanalen og Egernførde Fjord. Cirka 5 km nordøst for Lindau løber Bundesstraße 76 mellem Kiel og Egernførde, og 7 km mod norvest løber Bundesstraße 203 mellem Rendsborg og Egernførde.